# Place Dong Kinh Nghia Thuc
La place Đông Kinh Nghĩa Thục (vietnamien : Quảng trường Đông Kinh Nghĩa Thục), anciennement Place du Général Négrier, est une place du district de Hoan Kiem à Hanoi au Vietnam .

## Description
A proximité du lac Hoan Kiem, la place sert de carrefour entre les rues Le Thai To, Hang Dao, Hang Gai , Dinh Tien Hoang et Cau Go.
Pendant la période de l'indochine française, cette place s'appelait Place du Général Négrier.

## Vues de la place

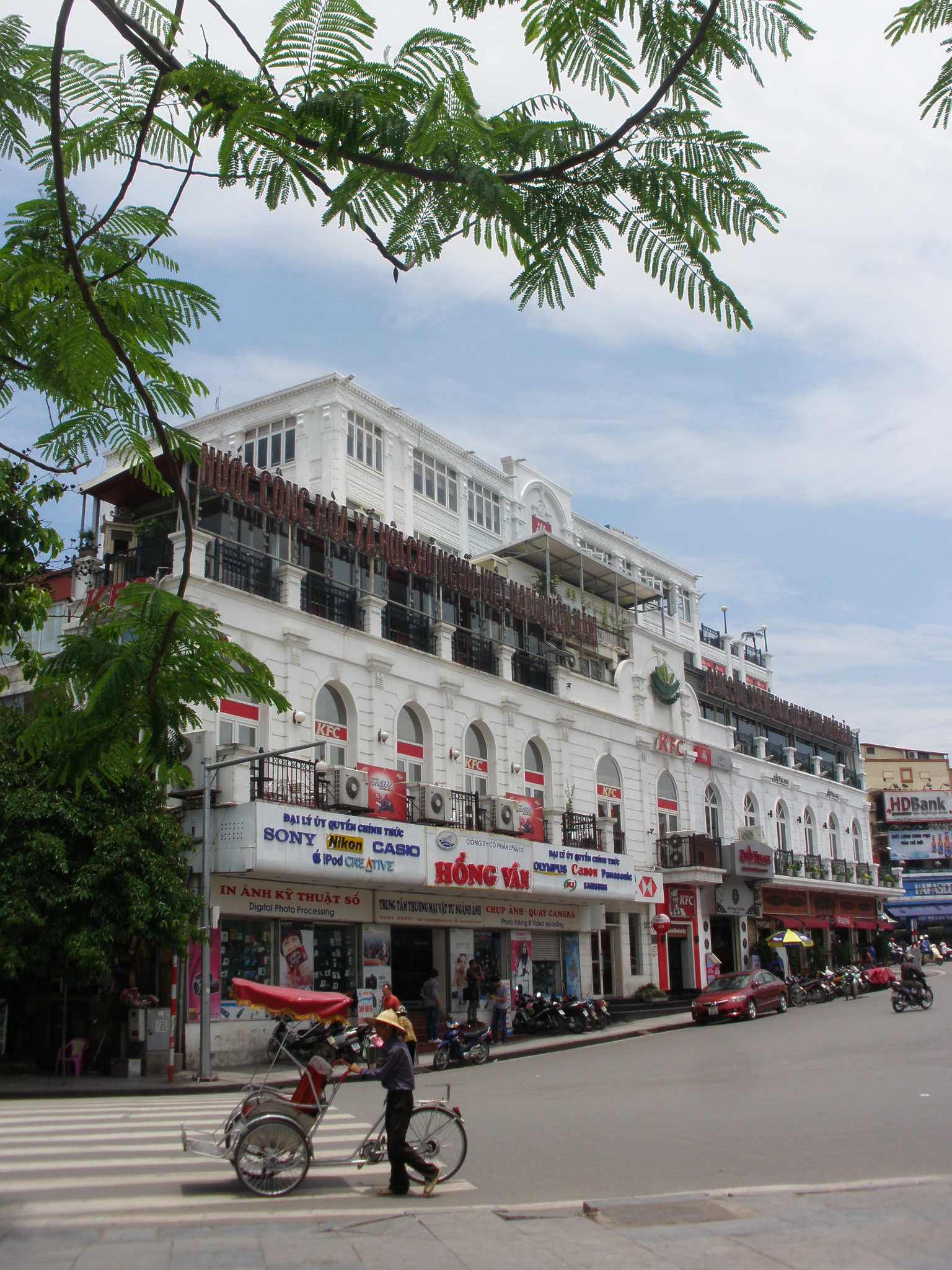
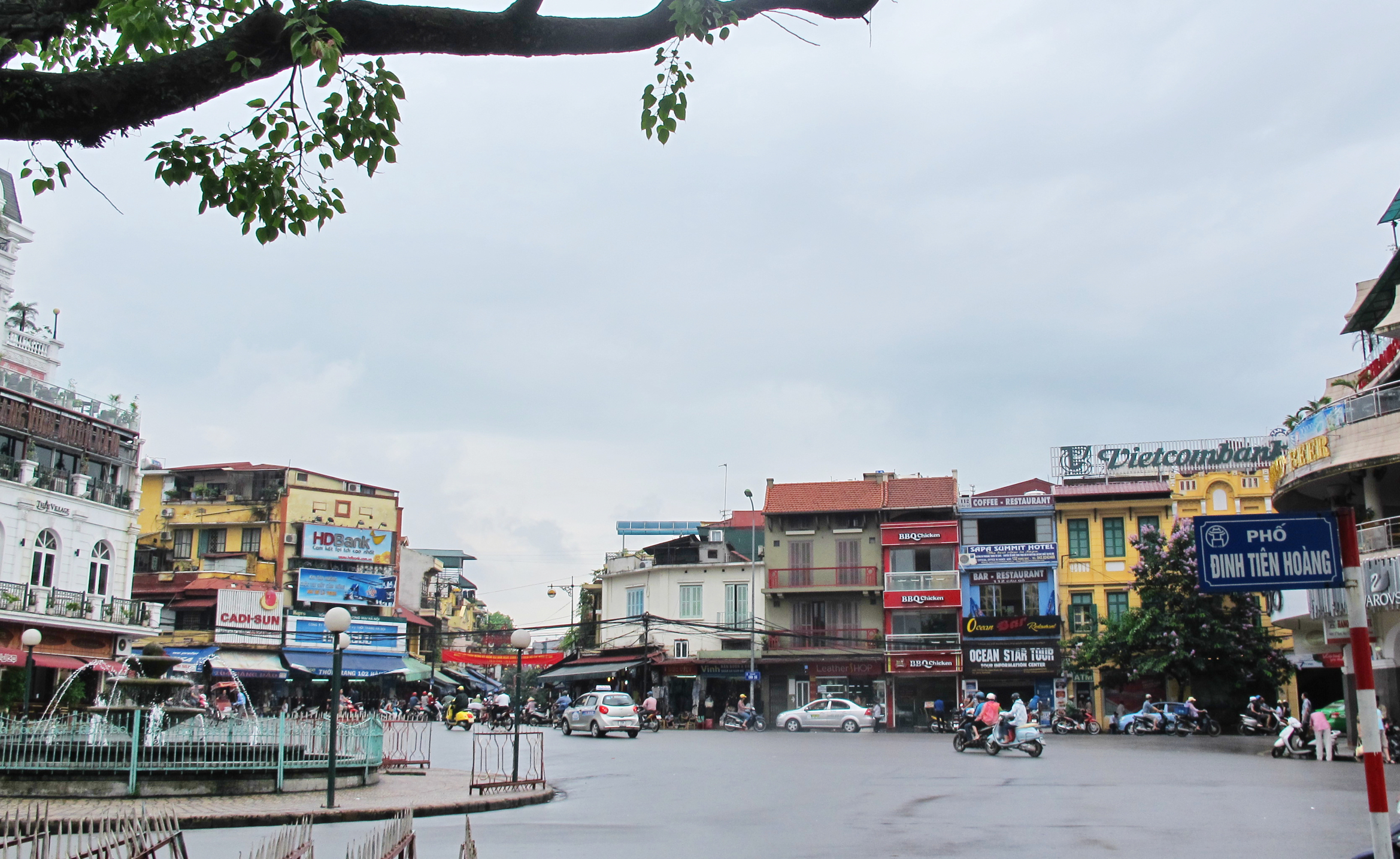